# Ameletus cristatus
Ameletus cristatus is een haft uit de familie Ameletidae. De wetenschappelijke naam van de soort is voor het eerst geldig gepubliceerd in 1976 door Bajkova.
De soort komt voor in het Palearctisch gebied.